# Structure des championnats de football en France
La structure des championnats de football en France désigne le système de classement officiel des championnats du football français gérées par la Fédération française de football. Le nombre exact de clubs représentés varie chaque année mais on peut l'estimer en 2023-2024 autour de 14 000.

## Réglementation
Pour pouvoir participer aux compétitions de football organisé par la Fédération française de football, les clubs français doivent disposer d'un stade et de plusieurs équipes de jeunes. L'équipe fanion est obligatoirement une équipe « senior ». En gravissant les échelons, les obligations des clubs en matière d'installations (stade notamment) et d'équipes de jeunes (formation) deviennent plus importantes. Les clubs ne pouvant pas aligner d'équipes de jeunes et/ou ne disposant pas de stade peuvent prendre part à d'autres compétitions de type « Football Loisirs », toujours sous l'égide de la Fédération.
Un club peut disposer d'une ou plusieurs équipes réserves. Ces dernières évoluent au maximum au quatrième niveau du football national français. Après la réorganisation récente[Quand ?] des compétitions de jeunes, la multiplication des équipes réserves au sein d'un même club n'est plus aussi importante que dans le passé.

## Structure des championnats masculins

### Évolution
La frise chronologique suivante présente l'historique des compétitions de football à envergure nationale disputées depuis 1894. Chaque couleur correspond à la fédération organisatrice de l'épreuve.

### Structure
À la suite de la réforme territoriale adoptée en 2015, la Fédération française de football a réorganisé ces ligues afin de respecter les directives de l'État, à savoir de calquer sur les nouvelles régions l'organisation du football français, ce qui a engendré une réorganisation de la structure pyramidale des ligues de football en France à partir de la saison 2017-2018,.
Pour voir les anciennes structures et l'historique des évolutions, voir l'article Football en France.
| Niveau | Championnat | Championnat | Championnat | Championnat | Championnat | Championnat | Championnat | Championnat | Championnat | Championnat | Championnat | Championnat |
| ------ | --- | --- | --- | --- | --- | --- | --- | --- | --- | --- | --- | --- |
| 1      | Ligue 1 18 clubs Statut professionnel | Ligue 1 18 clubs Statut professionnel | Ligue 1 18 clubs Statut professionnel | Ligue 1 18 clubs Statut professionnel | Ligue 1 18 clubs Statut professionnel | Ligue 1 18 clubs Statut professionnel | Ligue 1 18 clubs Statut professionnel | Ligue 1 18 clubs Statut professionnel | Ligue 1 18 clubs Statut professionnel | Ligue 1 18 clubs Statut professionnel | Ligue 1 18 clubs Statut professionnel | Ligue 1 18 clubs Statut professionnel |
| 2      | Ligue 2 18 clubs Statut professionnel | Ligue 2 18 clubs Statut professionnel | Ligue 2 18 clubs Statut professionnel | Ligue 2 18 clubs Statut professionnel | Ligue 2 18 clubs Statut professionnel | Ligue 2 18 clubs Statut professionnel | Ligue 2 18 clubs Statut professionnel | Ligue 2 18 clubs Statut professionnel | Ligue 2 18 clubs Statut professionnel | Ligue 2 18 clubs Statut professionnel | Ligue 2 18 clubs Statut professionnel | Ligue 2 18 clubs Statut professionnel |
| 3      | National 18 clubs Statut professionnel ou amateur (professionnel en 2026/27) | National 18 clubs Statut professionnel ou amateur (professionnel en 2026/27) | National 18 clubs Statut professionnel ou amateur (professionnel en 2026/27) | National 18 clubs Statut professionnel ou amateur (professionnel en 2026/27) | National 18 clubs Statut professionnel ou amateur (professionnel en 2026/27) | National 18 clubs Statut professionnel ou amateur (professionnel en 2026/27) | National 18 clubs Statut professionnel ou amateur (professionnel en 2026/27) | National 18 clubs Statut professionnel ou amateur (professionnel en 2026/27) | National 18 clubs Statut professionnel ou amateur (professionnel en 2026/27) | National 18 clubs Statut professionnel ou amateur (professionnel en 2026/27) | National 18 clubs Statut professionnel ou amateur (professionnel en 2026/27) | National 18 clubs Statut professionnel ou amateur (professionnel en 2026/27) |
| 4      | National 2 3 groupes de 16 équipes : 48 équipes Statut amateur (sauf réserves professionnelles) | National 2 3 groupes de 16 équipes : 48 équipes Statut amateur (sauf réserves professionnelles) | National 2 3 groupes de 16 équipes : 48 équipes Statut amateur (sauf réserves professionnelles) | National 2 3 groupes de 16 équipes : 48 équipes Statut amateur (sauf réserves professionnelles) | National 2 3 groupes de 16 équipes : 48 équipes Statut amateur (sauf réserves professionnelles) | National 2 3 groupes de 16 équipes : 48 équipes Statut amateur (sauf réserves professionnelles) | National 2 3 groupes de 16 équipes : 48 équipes Statut amateur (sauf réserves professionnelles) | National 2 3 groupes de 16 équipes : 48 équipes Statut amateur (sauf réserves professionnelles) | National 2 3 groupes de 16 équipes : 48 équipes Statut amateur (sauf réserves professionnelles) | National 2 3 groupes de 16 équipes : 48 équipes Statut amateur (sauf réserves professionnelles) | National 2 3 groupes de 16 équipes : 48 équipes Statut amateur (sauf réserves professionnelles) | National 2 3 groupes de 16 équipes : 48 équipes Statut amateur (sauf réserves professionnelles) |
| 5      | National 3 8 groupes de 14 équipes : 112 équipes Statut amateur (sauf réserves professionnelles) | National 3 8 groupes de 14 équipes : 112 équipes Statut amateur (sauf réserves professionnelles) | National 3 8 groupes de 14 équipes : 112 équipes Statut amateur (sauf réserves professionnelles) | National 3 8 groupes de 14 équipes : 112 équipes Statut amateur (sauf réserves professionnelles) | National 3 8 groupes de 14 équipes : 112 équipes Statut amateur (sauf réserves professionnelles) | National 3 8 groupes de 14 équipes : 112 équipes Statut amateur (sauf réserves professionnelles) | National 3 8 groupes de 14 équipes : 112 équipes Statut amateur (sauf réserves professionnelles) | National 3 8 groupes de 14 équipes : 112 équipes Statut amateur (sauf réserves professionnelles) | National 3 8 groupes de 14 équipes : 112 équipes Statut amateur (sauf réserves professionnelles) | National 3 8 groupes de 14 équipes : 112 équipes Statut amateur (sauf réserves professionnelles) | National 3 8 groupes de 14 équipes : 112 équipes Statut amateur (sauf réserves professionnelles) | National 3 8 groupes de 14 équipes : 112 équipes Statut amateur (sauf réserves professionnelles) |
| 6      | Régional 1 De 1 à 3 groupe(s) par ligue régionale de 12 ou 14 équipes Total : 322 équipes | Régional 1 De 1 à 3 groupe(s) par ligue régionale de 12 ou 14 équipes Total : 322 équipes | Régional 1 De 1 à 3 groupe(s) par ligue régionale de 12 ou 14 équipes Total : 322 équipes | Régional 1 De 1 à 3 groupe(s) par ligue régionale de 12 ou 14 équipes Total : 322 équipes | Régional 1 De 1 à 3 groupe(s) par ligue régionale de 12 ou 14 équipes Total : 322 équipes | Régional 1 De 1 à 3 groupe(s) par ligue régionale de 12 ou 14 équipes Total : 322 équipes | Régional 1 De 1 à 3 groupe(s) par ligue régionale de 12 ou 14 équipes Total : 322 équipes | Régional 1 De 1 à 3 groupe(s) par ligue régionale de 12 ou 14 équipes Total : 322 équipes | Régional 1 De 1 à 3 groupe(s) par ligue régionale de 12 ou 14 équipes Total : 322 équipes | Régional 1 De 1 à 3 groupe(s) par ligue régionale de 12 ou 14 équipes Total : 322 équipes | Régional 1 De 1 à 3 groupe(s) par ligue régionale de 12 ou 14 équipes Total : 322 équipes | Régional 1 De 1 à 3 groupe(s) par ligue régionale de 12 ou 14 équipes Total : 322 équipes |
| 7      | Régional 2 De 1 à 7 groupe(s) par ligue régionale de 12 équipes Total : 644 équipes | Régional 2 De 1 à 7 groupe(s) par ligue régionale de 12 équipes Total : 644 équipes | Régional 2 De 1 à 7 groupe(s) par ligue régionale de 12 équipes Total : 644 équipes | Régional 2 De 1 à 7 groupe(s) par ligue régionale de 12 équipes Total : 644 équipes | Régional 2 De 1 à 7 groupe(s) par ligue régionale de 12 équipes Total : 644 équipes | Régional 2 De 1 à 7 groupe(s) par ligue régionale de 12 équipes Total : 644 équipes | Régional 2 De 1 à 7 groupe(s) par ligue régionale de 12 équipes Total : 644 équipes | Régional 2 De 1 à 7 groupe(s) par ligue régionale de 12 équipes Total : 644 équipes | Régional 2 De 1 à 7 groupe(s) par ligue régionale de 12 équipes Total : 644 équipes | Régional 2 De 1 à 7 groupe(s) par ligue régionale de 12 équipes Total : 644 équipes | Régional 2 De 1 à 7 groupe(s) par ligue régionale de 12 équipes Total : 644 équipes | Régional 2 De 1 à 7 groupe(s) par ligue régionale de 12 équipes Total : 644 équipes |
| 8      | Régional 3 De 1 à 14 groupe(s) par ligue régionale de 12 équipes Total : 1164 équipes | Régional 3 De 1 à 14 groupe(s) par ligue régionale de 12 équipes Total : 1164 équipes | Régional 3 De 1 à 14 groupe(s) par ligue régionale de 12 équipes Total : 1164 équipes | Régional 3 De 1 à 14 groupe(s) par ligue régionale de 12 équipes Total : 1164 équipes | Régional 3 De 1 à 14 groupe(s) par ligue régionale de 12 équipes Total : 1164 équipes | Régional 3 De 1 à 14 groupe(s) par ligue régionale de 12 équipes Total : 1164 équipes | Régional 3 De 1 à 14 groupe(s) par ligue régionale de 12 équipes Total : 1164 équipes | Régional 3 De 1 à 14 groupe(s) par ligue régionale de 12 équipes Total : 1164 équipes | Régional 3 De 1 à 14 groupe(s) par ligue régionale de 12 équipes Total : 1164 équipes | Régional 3 De 1 à 14 groupe(s) par ligue régionale de 12 équipes Total : 1164 équipes | Régional 3 De 1 à 14 groupe(s) par ligue régionale de 12 équipes Total : 1164 équipes | Régional 3 De 1 à 14 groupe(s) par ligue régionale de 12 équipes Total : 1164 équipes |
| 9      | Départemental 1 / Régional 4 (Corse) De 1 à 6 groupe(s) par district départemental de 10, 12 ou 14 équipes                                                                                                | Départemental 1 / Régional 4 (Corse) De 1 à 6 groupe(s) par district départemental de 10, 12 ou 14 équipes                                                                                                | Départemental 1 / Régional 4 (Corse) De 1 à 6 groupe(s) par district départemental de 10, 12 ou 14 équipes                                                                                                | Départemental 1 / Régional 4 (Corse) De 1 à 6 groupe(s) par district départemental de 10, 12 ou 14 équipes                                                                                                | Départemental 1 / Régional 4 (Corse) De 1 à 6 groupe(s) par district départemental de 10, 12 ou 14 équipes                                                                                                | Départemental 1 / Régional 4 (Corse) De 1 à 6 groupe(s) par district départemental de 10, 12 ou 14 équipes                                                                                                | Départemental 1 / Régional 4 (Corse) De 1 à 6 groupe(s) par district départemental de 10, 12 ou 14 équipes                                                                                                | Départemental 1 / Régional 4 (Corse) De 1 à 6 groupe(s) par district départemental de 10, 12 ou 14 équipes                                                                                                | Départemental 1 / Régional 4 (Corse) De 1 à 6 groupe(s) par district départemental de 10, 12 ou 14 équipes                                                                                                | Départemental 1 / Régional 4 (Corse) De 1 à 6 groupe(s) par district départemental de 10, 12 ou 14 équipes                                                                                                | Départemental 1 / Régional 4 (Corse) De 1 à 6 groupe(s) par district départemental de 10, 12 ou 14 équipes                                                                                                | Départemental 1 / Régional 4 (Corse) De 1 à 6 groupe(s) par district départemental de 10, 12 ou 14 équipes                                                                                                |
| 10-16  | Pour la suite de la pyramide, la hiérarchie des championnats varie selon les districts départementaux (« Départemental 2, Départemental 3... ») qui vont jusqu'au niveau 16 pour certains districts (D8). | Pour la suite de la pyramide, la hiérarchie des championnats varie selon les districts départementaux (« Départemental 2, Départemental 3... ») qui vont jusqu'au niveau 16 pour certains districts (D8). | Pour la suite de la pyramide, la hiérarchie des championnats varie selon les districts départementaux (« Départemental 2, Départemental 3... ») qui vont jusqu'au niveau 16 pour certains districts (D8). | Pour la suite de la pyramide, la hiérarchie des championnats varie selon les districts départementaux (« Départemental 2, Départemental 3... ») qui vont jusqu'au niveau 16 pour certains districts (D8). | Pour la suite de la pyramide, la hiérarchie des championnats varie selon les districts départementaux (« Départemental 2, Départemental 3... ») qui vont jusqu'au niveau 16 pour certains districts (D8). | Pour la suite de la pyramide, la hiérarchie des championnats varie selon les districts départementaux (« Départemental 2, Départemental 3... ») qui vont jusqu'au niveau 16 pour certains districts (D8). | Pour la suite de la pyramide, la hiérarchie des championnats varie selon les districts départementaux (« Départemental 2, Départemental 3... ») qui vont jusqu'au niveau 16 pour certains districts (D8). | Pour la suite de la pyramide, la hiérarchie des championnats varie selon les districts départementaux (« Départemental 2, Départemental 3... ») qui vont jusqu'au niveau 16 pour certains districts (D8). | Pour la suite de la pyramide, la hiérarchie des championnats varie selon les districts départementaux (« Départemental 2, Départemental 3... ») qui vont jusqu'au niveau 16 pour certains districts (D8). | Pour la suite de la pyramide, la hiérarchie des championnats varie selon les districts départementaux (« Départemental 2, Départemental 3... ») qui vont jusqu'au niveau 16 pour certains districts (D8). | Pour la suite de la pyramide, la hiérarchie des championnats varie selon les districts départementaux (« Départemental 2, Départemental 3... ») qui vont jusqu'au niveau 16 pour certains districts (D8). | Pour la suite de la pyramide, la hiérarchie des championnats varie selon les districts départementaux (« Départemental 2, Départemental 3... ») qui vont jusqu'au niveau 16 pour certains districts (D8). |

### Les divisions professionnelles (LFP)

#### Ligue 1
La Ligue 1 est le plus haut niveau du football en France rassemblant 18 équipes. Une saison de championnat se déroule de l'été au printemps. Lors de cette compétition chaque équipe affronte à deux reprises les autres équipes selon un calendrier défini en début de saison.
Le champion est celui qui a accumulé le plus de point à la fin de la saison ce qui lui permet également de se qualifier pour la Ligue des champions de l'UEFA. Les équipes qui terminent à la suite du champion au sein du classement, peuvent éventuellement se qualifier également pour des coupes d'Europe.
Chaque saison, les deux derniers du classement sont relégués à l'échelon inférieur alors que le 16e joue un match de barrage contre un club de Ligue 2 pour se maintenir.

#### Ligue 2
La Ligue 2 est le second niveau du football en France rassemblant 18 équipes. Une saison de championnat se déroule de l'été au printemps. Lors de cette compétition chaque équipe affronte à deux reprises les autres équipes selon un calendrier défini en début de saison.
Le champion est celui qui a accumulé le plus de points à la fin de la saison ce qui lui permet également d'être promu en Ligue 1 pour la saison suivante. L'équipe qui termine deuxième du championnat est également promue, alors que l'équipe vainqueur des barrages (entre le 3e, le 4e et le 5e) joue un match de barrage face au 16e de Ligue 1 pour pouvoir être promu.
Chaque saison (sauf entre 2022 et 2024), les deux derniers du classement sont relégués à l'échelon inférieur alors que le 16e joue un match de barrage contre le 3e club de National pour se maintenir.

### Les divisions nationales (FFF)

#### National 1
Le National est le troisième niveau du football en France rassemblant 18 équipes. Une saison de championnat se déroule de l'été au printemps. Lors de cette compétition chaque équipe affronte à deux reprises les autres équipes selon un calendrier défini en début de saison.
Le champion est celui qui a accumulé le plus de points à la fin de la saison, ce qui lui permet également d'être promu en Ligue 2 pour la saison suivante. L'équipe qui termine deuxième du championnat est également promue, alors que le troisième joue un match de barrage face à un club de Ligue 2 pour pouvoir être promu (sauf entre 2022 et 2024).
Chaque saison, les trois derniers du classement sont relégués à l'échelon inférieur. À partir de la saison 2026/27, il est prévu que le National devienne la Ligue 3 professionnelle.

#### National 2
Le National 2 est le quatrième niveau du football en France rassemblant 48 équipes divisées en trois groupes de 16. Une saison de championnat se déroule de l'été au printemps. Lors de cette compétition, chaque équipe affronte à deux reprises les autres équipes au sein de son groupe selon un calendrier défini en début de saison.
Le champion est celui qui a accumulé le plus de points dans son groupe à la fin de la saison et qui a les meilleurs résultats contre les cinq meilleures autres équipes en tête de son groupe par rapport aux équipes ayant terminé en tête des autres groupes. Par ailleurs, les trois équipes ayant terminé en tête de leur groupe sont promues en National, sauf s'il s'agit d'équipe réserve de clubs professionnels, alors c'est l'équipe suivante au classement de son groupe qui est promue.
Chaque saison, les trois derniers du classement de chaque groupe sont relégués à l'échelon inférieur.

#### National 3
Le National 3 est le cinquième niveau du football en France rassemblant 168 équipes divisées en douze groupes de 14 en fonction de leur ligue d'appartenance. Une saison de championnat se déroule de l'été au printemps. Lors de cette compétition, chaque équipe affronte à deux reprises les autres équipes au sein de son groupe selon un calendrier défini en début de saison.
Le champion est celui qui a accumulé le plus de points dans son groupe à la fin de la saison et qui a les meilleurs résultats contre les cinq meilleures autres équipes en tête de son groupe par rapport aux équipes ayant terminé en tête des autres groupes. Par ailleurs, les douze équipes ayant terminé en tête de leurs groupes sont promues en National 2.
Chaque saison, le nombre de relégués à l'échelon inférieur dépend de l’appartenance des équipes relégués de National 2. Quoi qu'il arrive, un minimum de trois clubs est relégué dans chaque groupe.

### Les divisions régionales
Le Régional 1 est le sixième niveau du football en France. Il est organisé par chaque Ligue et peut comporter, en fonction des cas, un à trois groupes composé de 12 à 14 équipes chacun. Une saison de championnat se déroule de l'été au printemps. Lors de cette compétition, chaque équipe affronte à deux reprises les autres équipes au sein de son groupe selon un calendrier défini en début de saison.
Les meilleures équipes de chaque ligue sont promues en National 3 : trois équipes entre 2017 et 2023, une seule entre 2023 et 2025 (en raison de la réforme des championnats), puis deux à partir de 2026 (exception faite de la ligue de Corse avec un seul promu).
Depuis la réforme, les divisions régionales doivent être au maximum au nombre de 3, exception faite en Corse (où il n'y a pas de districts et donc de championnats départementaux), et se dénommer « Régional 1, 2 et 3 », les échelons inférieurs sont alors gérés par les districts départementaux.
| Ligues                  | Niveau 6        | Niveau 7        | Niveau 8         | Niveau 9                    | Total de nombre d'équipes |
| Ligues                  | Régional 1      | Régional 2      | Régional 3       | Variable                    | Total de nombre d'équipes |
| ----------------------- | --------------- | --------------- | ---------------- | --------------------------- | ------------------------- |
| Auvergne-Rhône-Alpes    | 2 groupes de 14 | 4 groupes de 12 | 7 groupes de 12  | Championnats départementaux | 160                       |
| Bourgogne-Franche-Comté | 2 groupes de 14 | 4 groupes de 12 | 7 groupes de 12  | Championnats départementaux | 160                       |
| Bretagne                | 2 groupes de 14 | 6 groupes de 12 | 12 groupes de 12 | Championnats départementaux | 244                       |
| Centre-Val de Loire     | 1 groupe de 14  | 2 groupes de 12 | 4 groupes de 12  | Championnats départementaux | 86                        |
| Corse                   | 1 groupe de 12  | 1 groupe de 12  | 1 groupe de 12   | Régional 4 1 groupe de 12   | 48                        |
| Grand Est               | 3 groupes de 14 | 7 groupes de 12 | 14 groupes de 12 | Championnats départementaux | 294                       |
| Hauts-de-France         | 2 groupes de 14 | 4 groupes de 12 | 8 groupes de 12  | Championnats départementaux | 172                       |
| Méditerranée            | 1 groupe de 14  | 2 groupes de 13 | 2 groupes de 12  | Championnats départementaux | 064                       |
| Normandie               | 2 groupes de 12 | 4 groupes de 12 | 8 groupes de 12  | Championnats départementaux | 168                       |
| Nouvelle Aquitaine      | 2 groupes de 14 | 6 groupes de 12 | 12 groupes de 12 | Championnats départementaux | 244                       |
| Occitanie               | 2 groupes de 14 | 4 groupes de 14 | 9 groupes de 12  | Championnats départementaux | 192                       |
| Paris Île-de-France     | 2 groupes de 12 | 4 groupes de 12 | 4 groupes de 12  | Championnats départementaux | 120                       |
| Pays de la Loire        | 2 groupes de 12 | 4 groupes de 12 | 10 groupes de 12 | Championnats départementaux | 192                       |

1. ↑  Il n'y a pas de district départemental en Corse.

### Les divisions départementales
Le Départemental 1 est le neuvième niveau du football en France. Il est organisé par chaque district et peut comporter en fonction d'un à six groupes composés de 10 à 14 équipes chacun. Une saison de championnat se déroule de l'été au printemps. Lors de cette compétition, chaque équipe affronte à deux reprises les autres équipes au sein de son groupe selon un calendrier défini en début de saison.
Il n'est pas organisé en Corse, la région ne comportant aucun district.
Les meilleures équipes de cette division sont promues en Régional 3. En fonction du nombre de clubs départementaux relégués de Régional 3, d'autres clubs de Départemental 1 peuvent également être promus.
En dessous de ce niveau, d'autres championnats sont organisés selon les districts et sont composés d'une à une dizaine de poules, chacune composée de 10 à 14 équipes (jusqu'au niveau 16 (D8) pour le district d'Alsace).

## Structure des championnats féminins

### Structure
Pour voir les anciennes structures et l'historique des évolutions, voir l'article Football en France.
| 1   | Division 1 12 clubs Statut professionnel et amateur | Division 1 12 clubs Statut professionnel et amateur |
| 2   | Division 2 12 clubs Statut amateur | Division 2 12 clubs Statut amateur |
| 3   | Division 3 (Groupe A) 12 clubs Statut amateur | Division 3 (Groupe B) 12 clubs Statut amateur |
| 4   | Le Régional 1 composées d'au minimum 10 clubs et organisées par chaque Ligue régionale si possible Statut amateur | Le Régional 1 composées d'au minimum 10 clubs et organisées par chaque Ligue régionale si possible Statut amateur |
| 5-8 | Par la suite, la hiérarchie des championnats des 13 Ligues régionales diffèrent. Après le dernier niveau de Ligue se trouve les niveaux des Districts départementaux qui vont jusqu'au niveau 6 à 8 selon les Districts. | Par la suite, la hiérarchie des championnats des 13 Ligues régionales diffèrent. Après le dernier niveau de Ligue se trouve les niveaux des Districts départementaux qui vont jusqu'au niveau 6 à 8 selon les Districts. |

### Arkéma Première Ligue
L'arkéma première ligue est le plus haut niveau du football féminin en France organisé par la LFFP rassemblant 12 équipes. Une saison de championnat se déroule de l'été au printemps de l'année suivante. Lors de cette compétition chaque équipe affronte à deux reprises les autres équipes selon un calendrier défini en début de saison.
Le champion est celui qui a accumulé le plus de point à la fin de la saison ce qui lui permet également de se qualifier pour la Ligue des champions féminine de l'UEFA. Les équipes qui terminent à la suite du champion au sein du classement, peuvent éventuellement se qualifier également pour cette coupe d'Europe.
Chaque saison, les deux derniers du classement sont relégués à l'échelon inférieur.

### Arkéma Seconde Ligue
L'arkéma seconde ligue est le deuxième niveau du football féminin en France organisé par la LFFP rassemblant 12 équipes. Une saison de championnat se déroule de l'été au printemps de l'année suivante. Lors de cette compétition chaque équipe affronte à deux reprises les autres équipes au sein de son groupe selon un calendrier défini en début de saison.
Le champion est celui qui a accumulé le plus de point dans son groupe à la fin de la saison. Par ailleurs, les deux équipes ayant terminé en tête de leur groupe sont promues en Division 1.
Chaque saison, les deux derniers du classement de chaque groupe sont relégués à l'échelon inférieur.

### Division 3
La Division 3 est le troisième niveau du football féminin en France rassemblant 24 équipes divisées en deux groupes de 12. Une saison de championnat se déroule de l'été au printemps de l'année suivante. Lors de cette compétition chaque équipe affronte à deux reprises les autres équipes au sein de son groupe selon un calendrier défini en début de saison.
Le champion est celui qui a accumulé le plus de point dans son groupe à la fin de la saison. Par ailleurs, les deux équipes ayant terminé en tête de leur groupe sont promues en Division 2.
Chaque saison, les deux derniers du classement de chaque groupe sont relégués à l'échelon inférieur, alors que le 10e participe à la Phase d'Accession Nationale pour se maintenir.

### Les divisions régionales
Le Régional 1 est le quatrième niveau du football féminin en France. Il est organisé par chaque Ligue ou par des regroupements de Ligue et doit au moins être composé de 10 équipes pour être reconnu par la Fédération française de football. Une saison de championnat se déroule de l'été au printemps de l'année suivante. Lors de cette compétition chaque équipe affronte à deux reprises les autres équipes au sein de son groupe selon un calendrier défini en début de saison.
Les meilleures équipes de cette division sont qualifiées pour la Phase d’Accession Nationale (une équipe par ligue régionale). Cette phase voit 13 équipes se disputer six places en Division 3 lors d'un match à élimination directe (un barrage préliminaire a lieu entre deux équipes).
La suite des échelons du football en France est disparate en fonction des régions, les échelons inférieurs sont alors géré par les Districts départementaux. Dans certaines régions, il n'y a pas de lien direct de montée-descente entre les divisions de Ligue et de District, les clubs souhaitant s'inscrire en division de Ligue le faisant sur dossier.
| Ligues                  | Niveau 4       | Niveau 5                    | Niveau 6                    | Nombre d'équipes |
| Ligues                  | Régional 1     | Régional 2                  | Variable                    | Nombre d'équipes |
| ----------------------- | -------------- | --------------------------- | --------------------------- | ---------------- |
| Auvergne-Rhône-Alpes    | 1 groupe de 12 | 3 groupes de 10             | Championnats départementaux | 42               |
| Bourgogne-Franche-Comté | 1 groupe de 12 | 3 groupes de 6              | Championnats départementaux | 30               |
| Bretagne                | 1 groupe de 10 | 2 groupes de 10             | Championnats départementaux | 30               |
| Centre-Val de Loire     | 1 groupe de 10 | 2 groupes de 6              | Championnats départementaux | 22               |
| Corse                   | 1 groupe de 5  | -                           | -                           | 5                |
| Grand Est               | 1 groupe de 12 | 3 groupes de 10             | Championnats départementaux | 42               |
| Hauts-de-France         | 1 groupe de 12 | 2 groupes de 10             | Championnats départementaux | 32               |
| Méditerranée            | 1 groupe de 12 | Championnats départementaux | Championnats départementaux | 12               |
| Normandie               | 1 groupe de 12 | 2 groupes de 10             | Championnats départementaux | 32               |
| Nouvelle Aquitaine      | 1 groupe de 12 | 2 groupes de 12             | Championnats départementaux | 36               |
| Occitanie               | 1 groupe de 12 | 3 groupes de 10             | Championnats départementaux | 42               |
| Paris Île-de-France     | 1 groupe de 12 | 1 groupe de 10              | 2 groupes de 10             | 42               |
| Pays de la Loire        | 1 groupe de 12 | 1 groupe de 12              | Championnats départementaux | 24               |

1. ↑  Il n'y a pas de district départemental en Corse.

## Structure des championnats jeunes
Il existe également une structure pyramidale en ce qui concerne les championnats pour les équipes de jeunes. Seules trois catégories ont néanmoins droit à un premier niveau national, les moins de 19 ans masculin, les moins de 17 ans masculin et les moins de 19 ans féminin.
| Niveau | Moins de 19 ans Masculin | Moins de 17 ans Masculin | Moins de 19 ans Féminin |
| ------ | --- | --- | --- |
| 1      | Championnat National U19 4 groupes de 14 clubs | Championnat National U17 6 groupes de 14 clubs | Challenge National U19 6 groupes de 6 clubs |
| 2      | Régional 1 U19 1 ou plusieurs groupes géré(s) par les ligues                                                                                               | Régional 1 U17 1 ou plusieurs groupes géré(s) par les ligues                                                                                               | Régional 1 U19 féminin 1 ou plusieurs groupes géré(s) par les ligues                                                                                       |
| 3-6    | Par la suite, la hiérarchie des championnats des 13 ligues diffèrent. Après le dernier niveau de Ligue se trouve les niveaux des Districts départementaux. | Par la suite, la hiérarchie des championnats des 13 ligues diffèrent. Après le dernier niveau de Ligue se trouve les niveaux des Districts départementaux. | Par la suite, la hiérarchie des championnats des 13 ligues diffèrent. Après le dernier niveau de Ligue se trouve les niveaux des Districts départementaux. |

## Structure des Ligues d'Outre-Mer
Les équipes évoluant au sein des départements d'Outre-Mer ne peuvent pas accéder aux championnats nationaux métropolitains de par leur éloignement géographique. Ainsi les cinq ligues d'Outre-Mer ont chacune sa propre structure pyramidale.
De plus, la Ligue guadeloupéenne de football, la Ligue de football de la Guyane française et la Ligue de football de la Martinique sont membres de la CFU et de la CONCACAF, ce qui peut amener les clubs ayant remporté le championnat à participer aux compétitions internationales de ces organisations. Il en est de même pour la Ligue réunionnaise de football qui est membre associé de la CAF, ce qui peut amener le club ayant remporté le championnat à participer aux compétitions internationales de cette organisation.

### Hommes
| Niveau | Guadeloupe                                                                                           | Guyane                                                       | Martinique                                             | Mayotte                                                        | Réunion                                             |
| ------ | --- | ------------------------------------------------------------ | ------------------------------------------------------ | -------------------------------------------------------------- | --------------------------------------------------- |
| 1      | Régionale 1 2 poules de 9 clubs Statut amateur                                                       | Ligue Régionale 1 14 clubs Statut amateur                    | Ligue Régionale 1 14 clubs Statut amateur              | Division 1 Régionale 14 clubs Statut amateur                   | Régionale 1 14 clubs Statut amateur                 |
| 2      | Régionale 2 2 poules de 13 clubs Statut amateur                                                      | Ligue Régionale 2 14 clubs Statut amateur                    | Ligue Régionale 2 14 clubs Statut amateur              | Division 2 Régionale 14 clubs Statut amateur                   | Régionale 2 2 groupes de 12 clubs Statut amateur    |
| 3      | Régionale 3 Accession :1 gr. de 9 et 1 gr. de 10 clubs Réserves :2 groupes de 8 clubs Statut amateur | Ligue Régionale 3 3 groupes de 13 et 14 clubs Statut amateur | Ligue Régionale 3 3 groupes de 16 clubs Statut amateur | Division 2 Départementale 3 groupes de 16 clubs Statut amateur | Départementale 2 70 clubs (6 poules) Statut amateur |
| 4      | |                                                              |                                                        | Division 3 Départementale 3 groupes de 11 clubs Statut amateur |                                                     |

### Femmes
| Niveau | Guadeloupe                                   | Guyane                                     | Martinique                                 | Mayotte                                     | Réunion                                      |
| ------ | -------------------------------------------- | ------------------------------------------ | ------------------------------------------ | ------------------------------------------- | -------------------------------------------- |
| 1      | Régionale 1 Féminine 10 clubs Statut amateur | Championnat féminin 9 clubs Statut amateur | Championnat féminin 9 clubs Statut amateur | Division 1 Féminine 12 clubs Statut amateur | Régionale 1 Féminine 11 clubs Statut amateur |
| 2      |                                              |                                            |                                            | Division 2 Féminine 14 clubs Statut amateur | Régionale 2 Féminine 11 clubs Statut amateur |